# 比利時山脈
比利時山脈（德語：Belgica Mountains）是南極洲的山脈，位於南極大陸東部的毛德皇后地，全長15公里，最高點海拔高度2,590米，該山脈在1957至1958年間被比利時探險隊發現。